# Титова-Морозова, Людмила Михайловна
Людмила Михайловна Титова (в девичестве Морозова; род. 26 сентября 1962, Чебоксары, СССР) — советская конькобежка, абсолютная чемпионка СССР (1989), чемпионка СССР (1986 - 1500 м), (1989 - 1500 м, 3000 м, 5000 м). Мастер спорта СССР международного класса (1987). Выступала за ДСО "Буревестник" (Чебоксары), ДСО "Профсоюзов" (Челябинск), Иваново.  

## Биография
Людмила Титова родилась в Чебоксарах. Спортивный путь начала в детско-юношеской спортивной школе Чувашского областного совета добровольного спортивного общества "Буревестник". После окончания школы поступила в Челябинский институт физической культуры. Она стала чемпионкой и рекордсменкой Чувашии в середине 70-х, и в 1978 году впервые принимала участие в молодёжном первенстве страны. 
С 1980 по 1982 год участвовала в категории юниоров за Куйбышев, а выйдя замуж за челябинского скорохода Вячеслава Титова родила, стала матерью и надолго покинула дорожку. Однако её наставники заслуженный тренер РСФСР Юрий Иванович Саблин и муж помогли конькобежке вернуться в большой спорт. В декабре 1985 года она дебютировала уже за Челябинск на первенстве страны в классическом многоборье. В ноябре 1986 года Титова выиграла VI всесоюзные соревнования на призы памяти C. Киселёва.  
В декабре 1986-го выиграла на чемпионате СССР в Алма-Ате "золото" на дистанции 1500 метров, в сумме многоборья заняла высокое 5-е место и впервые выполнила норматив мастера спорта международного класса. В январе дебютировала на чемпионате Европы в Гронингене, где финишировала на 10-м месте в общем зачёте многоборья. Следующий дебют состоялся на феврале на чемпионате мира в Уэст-Аллисе. Там Людмила заняла 21-е место в многоборье.  
В 1988 году Титова поднялась на 4-е место в многоборье на первенстве СССР. В ноябре 1988 года дебютировала на этапах Кубка мира, а в декабре на чемпионате СССР в Алма-Ате стала абсолютной чемпионкой СССР и выиграла на трёх дистанциях: 1500, 3000 и 5000 метров. В начале 1989 года заняла 8-е место на первенстве Европы в Берлине. Следом стала серебряным призёром зимней Спартакиады народов РСФСР. В феврале на чемпионате мира в Лейк-Плэсиде заняла 7-е место.
В сезоне 1989/1990 продолжила участвовать в Кубке мира уже за команду Иваново, стала чемпионкой зимней Спартакиады народов СССР в беге на 5000 метров и выиграла в конце сезона соревнования на приз им. Кирова. В том же 1990 году она завершила карьеру спортсменки.
После спортивной карьеры работала тренером в конькобежной школе в Иваново.